# Cervo (parroquia)
Cervo (llamada oficialmente Santa María de Cervo) es una parroquia y una aldea española del municipio de Cervo, en la provincia de Lugo, Galicia.

## Organización territorial
La parroquia está formada por catorce entidades de población, constando trece de ellas en el nomenclátor del Instituto Nacional de Estadística español:

### Entidades de población
Entidades de población que forman parte de la parroquia:
- Casas Novas (As Casas Novas)
- Cervo
- Cuíña
- Daián
- Espiñeirido
- Fontao
- Langoira (A Langoira)
- Madeiro (O Madeiro)
- Penido (O Penido)
- Riocobo (Río Covo)
- Rueta (A Rueta)
- Senra (A Senra)
- Vila de Suso

### Despoblado
Despoblado que forma parte de la parroquia:
- Lagás

## Demografía

### Parroquia
| Gráfica de evolución demográfica de Cervo (parroquia) entre 2000 y 2019 |
|                                                                         |
| Datos según el nomenclátor publicado por el INE.                        |

### Aldea
| Gráfica de evolución demográfica de Cervo (aldea) entre 2000 y 2019 |
|                                                                     |
| Datos según el nomenclátor publicado por el INE.                    |